# Стойко Грашкин
Стойко Тошев Грашкин е български духовник и учител, деец на Българското възраждане в Източна Македония.

## Биография
Роден е в 1811 година в село Якоруда, тогава в Османската империя в семейството на терзия от якорудския род Шишкови. Научава се да чете и пише от свещеници от Банско, извършващи религиозни треби в Якоруда. Според някои сведения учи в Рилския манастир. Става учител в местното килийно училище. След построяването на якорудската църква „Свети Никола“ в 1835 година става свещеник в нея. Поп Стойко преподава до около 1850 година, като възпитава патриотични чувства у децата и се опитва да въведе светски елементи в образованието. Едни от известните му ученици са видните борци за национално освобождение софийските книжари Стоян Табаков и Никола Вардев.
Стойко Грашкин почива в началото на 1867 година от туберкулоза. Погребан е в двора на селската църква, а през 1967 година костите му са пренесени в гробищата на Якоруда.